# PCR
 For alternative betydninger, se PCR (flertydig). (Se også artikler, som begynder med PCR)
PCR (polymerase chain reaction) er en DNA-opformeringsteknik, der har mange anvendelser i molekylær- og mikrobiologi samt diagnostik, jvf. test for smitte med coronavirus.
Princippet i teknikken er, at man har to stykker DNA, der er komplementære til enderne af det gen eller andet DNA, der ønskes opformeret (amplificeret). Disse små stykker DNA kaldes primere, idet de bruges til at prime (af engelsk: "starthjælp") processen. De to primere binder pga. komplementariteten til hver ende af genet, og forlænges herefter ved brug af en DNA polymerase, et enzym, der bruger enkelte nukleotider til at kopiere DNA. Det dannede stykke DNA kan nu indgå i en ny primerreaktion, hvorved processens hastighed bliver eksponentielt stigende. 
En vigtig anvendelse af PCR er til "kloning" af gener, dvs. indsætning af gener i andre organismer. Typisk indsættes et fremmed gen i bakterier som Escherichia coli eller alm. bagegær (Saccharomyces cerevisiae), men teknikken kan også bruges på planter og højerestående organismer og dyr.
En anden vigtig anvendelse af PCR er til detektion og identifikation af mikroorganismer. Denne teknik kan påvise indtil ganske få genkopier (specifikke nukleinsyresekvenser/DNA) fra mikroorganismen og dermed hjælpe med til at identificere organismen i laboratoriet. Dette bruges normalt til påvisning af mikroorganismer som er umulige eller vanskelige at dyrke, som f.eks. Chlamydia trachomatis, Bordetella pertussis, Mycoplasma pneumoniae.
Kary Mullis fik i 1993 tildelt en halv Nobelpris for at opfinde PCR-teknikken.

## Taqpolymerase
I 1980'erne, da PCR-teknikken var i sin udvikling stødte man hurtigt ind i et problem. Efter hver replikation måtte opløsningen varmes op til over 90°C for at denaturere de ny-formede dobbeltstrengede DNA molekyler. Denne opvarmning medfører dog også en denaturering af enzymet DNA polymerase, der skal bruges i næste replikationscyklus. Derfor skulle der efter hver opvarmning tilføjes nye enzymer, der var med til at gøre processen dyr og langsommelig. Man fandt dog hurtigt en løsning - Taq-polymerase. Taq polymerase, eller Taq pol, som det ofte forkortes, stammer fra det termofile bakterie Thermus aquaticus. T. aquaticus er et bakterie, der lever i varme kilder, og har det bedst ved temperaturer over 70°C. Dette har medført en evolutionær fordel for individer med enzymer, der er resistente mod høje temperaturer. Som et resultat af dette har Taq pol optimale forudsætninger for DNA replikation ved temperaturer omkring 80°C samt ingen problemer med at forblive aktivt, selv ved opvarmning helt op mod 100°C.

Brugen af Taq pol, frem for polymerase fra E. coli (der tidligere anvendtes), var altså med til at muliggøre en lettere og billigere PCR udførsel ved højere temperaturer. Desuden viser det sig, at den højere temperatur, nu også under DNA-replikationsfasen, medfører højere specificitet for de såkaldte primere og en mindre produktion af uønskede bi-produkter.